# Clan Kuroda
Pour les articles homonymes, voir Kuroda.

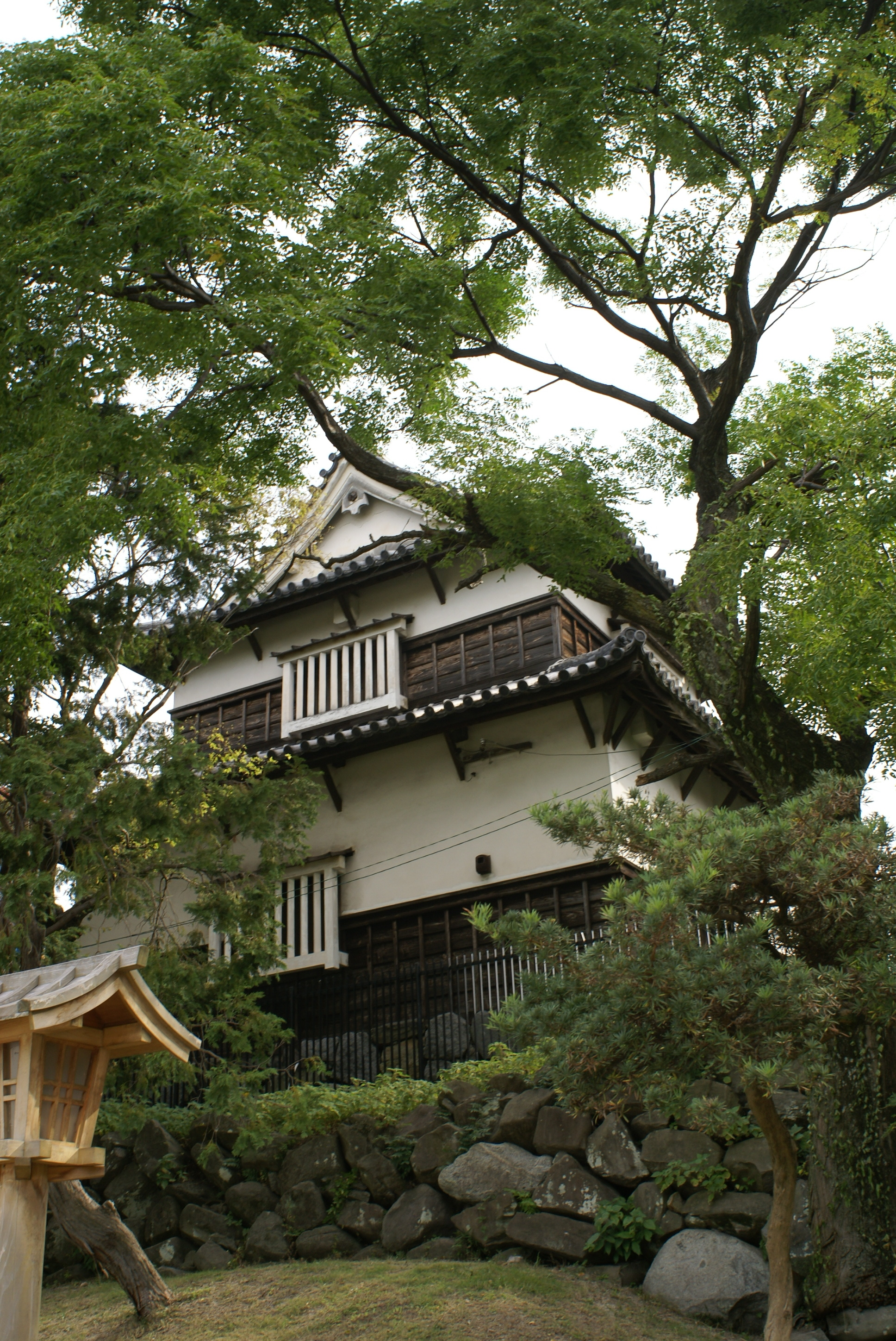
Tour d'angle du château de Kuroda, résidence du principal clan Kuroda durant la période Edo.

Mon du clan Kuroda.

Le clan Kuroda (黒田氏, Kuroda-shi) est un clan japonais qui devient important à l'époque Sengoku.

## Origines
Le clan Kuroda fait remonter ses origines dans la province de Tōtōmi.

## Époque Sengoku
Au XVIe siècle, le clan Kuroda est situé dans la province de Harima. Sous la direction de Kuroda Yoshitaka, il sert le clan Oda et plus tard le clan Toyotomi. Yoshitaka sert spécifiquement comme tacticien de bataille, et est considéré l'égal de Takenaka Shigeharu, un autre tacticien de premier plan de l’époque. Pour ses services, Yoshitaka est nommé gouverneur du château de Nakatsu en 1587. Yoshitaka est aussi un catholique (kirishitan) dont le nom de baptême est « Don Simeon ».

## Époque d'Edo

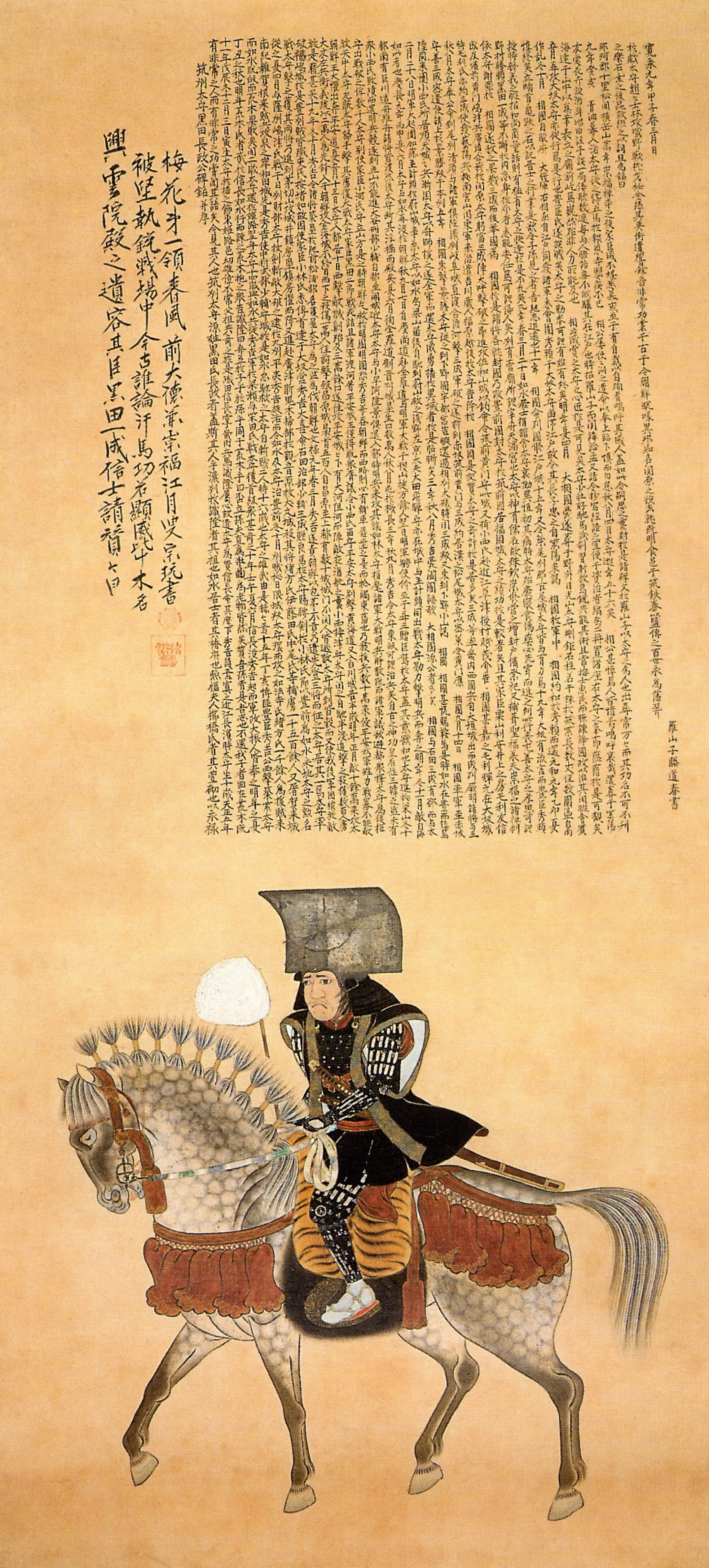
Kuroda Nagamasa à cheval.

À la bataille de Sekigahara en 1600, l'armée de l'Est d'Ieyasu défait l'armée de l'Ouest d'Ishida Mitsunari et Ieyasu devient la figure politique dominante du Japon. Kuroda Yoshitaka et son fils Nagamasa soutiennent Ieyasu au combat, et s'en trouvent récompensés par un transfert au domaine de Fukuoka estimé à 520 000 koku de terres.
Deux branches de la famille sont fondées en 1623. Le troisième fils de Kuroda Nagamasa, Nagaoki, fonde la première. Il reçoit 50 000 koku de terres qui deviendront le domaine d'Akizuki. Le quatrième fils de Nagamasa fonde la deuxième. Il reçoit à son tour 40 000 koku de terres qui deviendront le domaine de Tōren-ji.
Les forces du clan Kuroda de Fukuoka prennent part à la rébellion de Shimabara en 1638. Les 18 000 hommes sous le commandement de Kuroda Tadayuki aident au siège du château de Hara.
En 1784, deux écoles sont créées pour les enfants des samouraïs du domaine de Fukuoka, Shūyū-kan et Kantō-kan. Des deux, Shūyū-kan existe toujours sous le nom « lycée préfectoral de Shūyū-kan ».

## Guerre de Boshin
Durant la guerre de Boshin de 1868-1869, le clan Kuroda soutient le gouvernement impérial. Les troupes de Fukuoka prennent part aux batailles d'Aizu et de Hakodate entre autres.